# Nhảy cầu (thể thao)

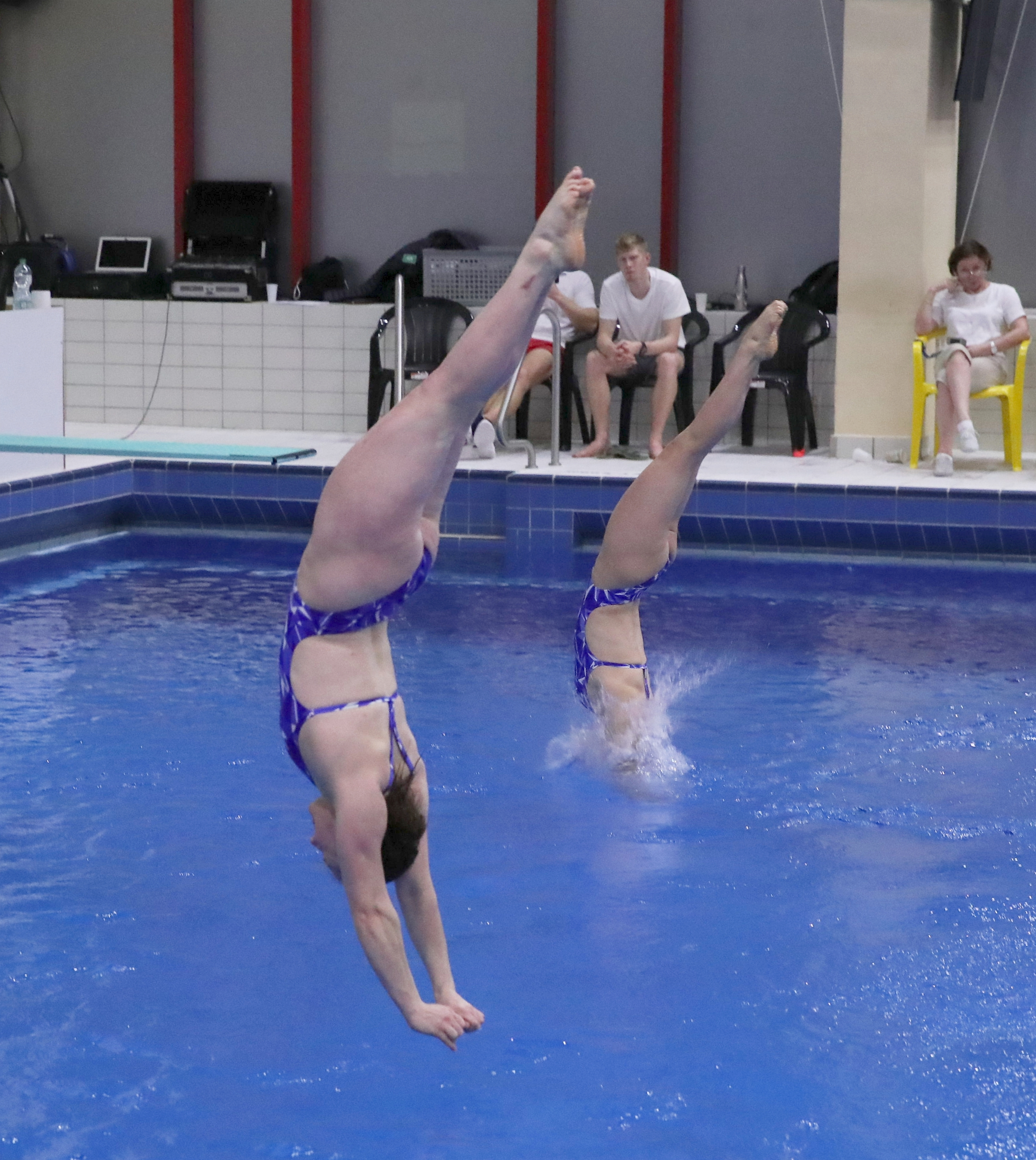
Nữ vận động viên môn nhảy cầu đang thi đấu

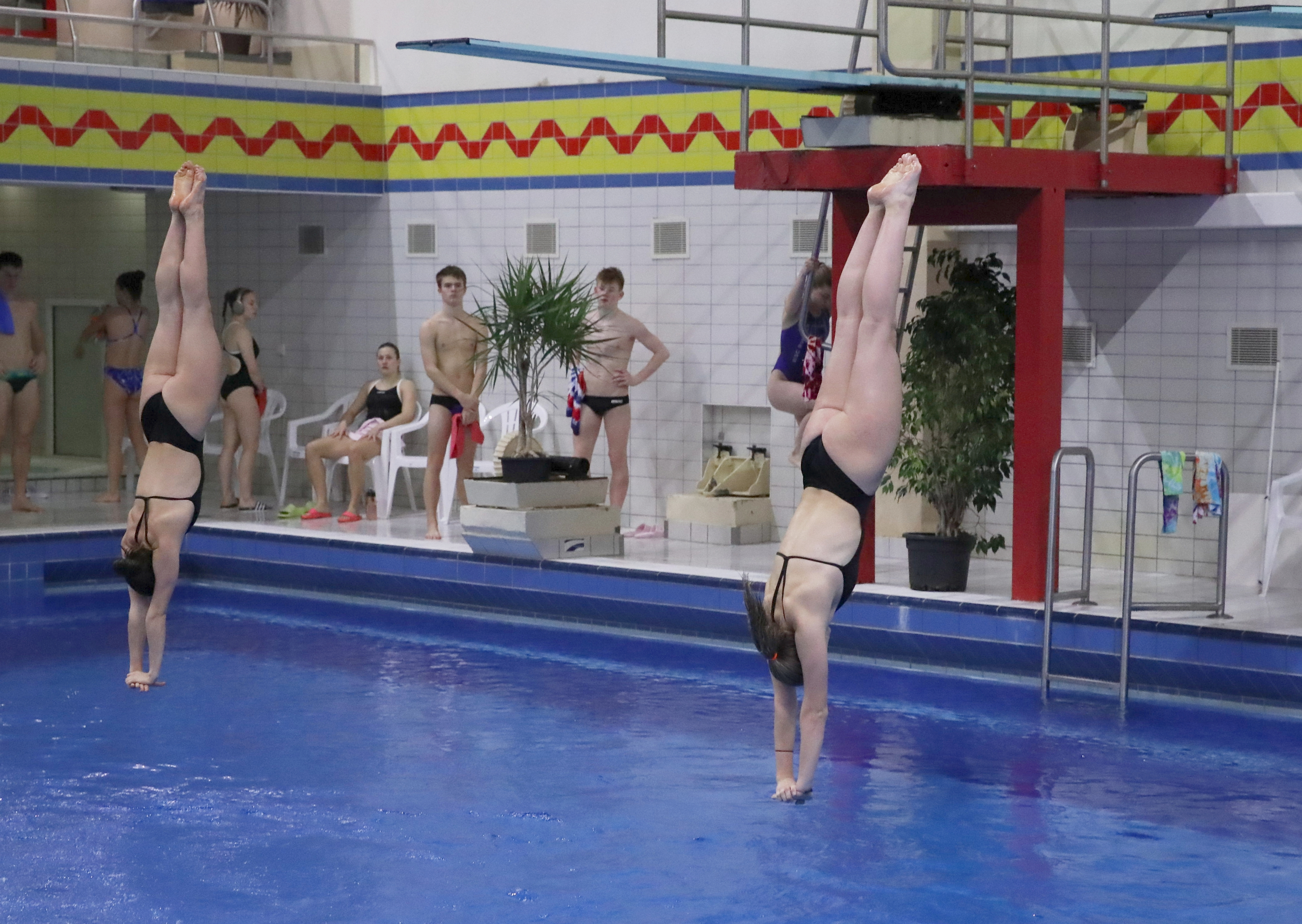
Môn nhảy cầu nội dung đôi nữ

Nhảy cầu là môn thể thao nhảy hoặc rơi vào nước từ một nền tảng hoặc bàn đạp, trong khi thực hiện cú nhào lộn. Nhảy cầu là một môn thể thao được quốc tế công nhận và là một môn thể thao tại Thế vận hội và đã được áp dụng trong tất cả các kỳ Đại hội thể thao trên toàn thế giới. Nhảy cầu là một trong những môn thể thao thu hút khán giả nhất tại Thế vận hội. Vận động viên môn nhảy cầu sở hữu nhiều đặc điểm của các vận động viên thể dục nhào lộn. Các quốc gia mạnh về môn này có thể kể đến là Trung Quốc, Mỹ, Ý, Úc và Canada.
Nhảy cầu nghệ thuật đã được thông qua như một môn thể thao Olympic vào năm 2000. Hai vận động viên lập thành một đội và thực hiện lặn cùng một lúc. Các kỹ năng có thể nhảy cầu đối nghịch, còn được gọi là pinwheel, nhưng đây không còn là một phần của nhảy cầu đồng bộ cạnh tranh. Ví dụ, một vận động viên sẽ thực hiện một lần nhảy về phía trước và người còn lại là một người nhảy vào trong cùng một vị trí, hoặc một người sẽ thực hiện một động tác ngược lại và người kia là một chuyển động lùi. Trong những sự kiện này, việc lặn xuống nước sẽ được đánh giá cả về chất lượng thực hiện và tính đồng bộ - về thời gian thực hiện cú nhảy và sau khi hoàn thành xong. Hầu hết các cuộc thi nhảy cầu bao gồm ba nội dung: cầu mềm 1 mét, 3 mét và cầu cứng 10 mét. 
Các vận động viên thi đấu được chia theo giới tính, và thường theo nhóm tuổi. Trong các cuộc thi đấu lớn, bao gồm Thế vận hội Olympic và Giải vô địch thế giới, nhảy cầu chuyên nghiệp được tính ở độ cao 10 mét. Các vận động viên nhảy cầu phải thực hiện một số lần nhảy theo yêu cầu đã được thiết lập, bao gồm cả nhào lộn và xoắn. Các vận động viên được đánh giá xem họ đã hoàn thành tốt mọi khía cạnh của việc nhảy như thế nào, sự phù hợp của cơ thể họ với các yêu cầu của việc lặn và lượng nước bắn ra khi họ xuống nước. Một trong số mười điểm có thể được chia thành ba điểm cho lần trước khi tiếp nước, ba điểm cho cú nhảy thực tế và ba điểm cho phần tiếp nước (cách vận động vien nhảy cầu chạm mặt nước), với một điểm nữa có sẵn cho cho các giám khảo chấm. Điểm số tuyệt đối được nhân với một mức độ yếu tố khó khăn, xuất phát từ số lượng và sự kết hợp của các lần đã cố gắng. Vận động viên nhảy cầu có tổng số điểm cao nhất sau mỗi cú nhảy được tuyên bố là người chiến thắng.

## Kỹ thuật nhảy cầu cơ bản

### Khởi động trước khi nhảy cầu
- Lên ván cầu. Nếu ván của bạn có điểm tựa, hãy thay đổi nó thành cài đặt mong muốn của bạn. Một điểm tựa là bánh xe hiển thị bên cạnh. Nó điều chỉnh lò xo của bạn tùy thuộc vào vị trí của nó.
- Đi đến cuối ván. Nếu ván của bạn có lỗ hình miếng phô mai ở cuối, sau đó bắt đầu khoảng 2 inch (5,1 cm) trước chúng. Nếu không, bắt đầu từ khoảng một feet rưỡi từ cuối.
- Thực hiện ba bước. Làm cho cái đầu tiên dài hơn một chút so với bước trung bình của bạn, sau đó làm cho hai cái tiếp theo bình thường.
- Đứng cao. Bạn đã tìm thấy điểm bắt đầu của bạn. Đây là nơi bạn nên luôn luôn bắt đầu cho một trở ngại ba bước. Hít thở sâu nếu bạn muốn, còn không thì tiến hành bước tiếp theo.
- Bắt đầu bước chân như đi bộ. Bắt đầu với chân không chiếm ưu thế của bạn. Bạn nên làm hai bước bình thường, và sau đó một bước dài hơn một chút.
- Nhảy lên: Khi bước thứ ba của bạn chạm vào ván, vung tay lên bên tai. Đưa đầu gối của bạn đến mức eo ít nhất. Cách đất khoảng 2 inch4 inch (5,110,2 cm) từ cuối ván cầu. Điều này có nghĩa là ở trên bảng trong suốt quá trình uốn cong xuống và sau đó nhảy xuống khi nó đạt đến vị trí trung lập để đạt được chiều cao tối đa. Thực hiện cú nhảy cầu, nhào lộn trước khi lao mình xuống nước.

### Thao tác thực hiện cú gainer trên ván cầu
Một gainer là một cú nhảy cầu ngược táo bạo bắt đầu như một cú nhảy về phía trước. Để hoàn thành cú nhảy này thành công, bạn sẽ phải thực hiện một cú nhảy vượt rào hoàn hảo để lấy đà. Một khi bạn phóng ra khỏi ván cầu, giữ cho cơ thể của bạn chặt chẽ để thực hiện cú nhào lộn ngược lại trước khi tiếp nước. Một gainer có thể được thực hiện với một đội hình tuck hoặc pike tùy thuộc vào sở thích và kinh nghiệm lặn của bạn. Để an toàn và luôn thực hiện việc nhảy cầu này với sự có mặt của huấn luyện viên hoặc bắt buộc có kinh nghiệm. Dưới đây là các thao tác dành cho nhảy cầu mềm, bao gồm 2 tư thế nhún bật nhảy:
- Đi lấy đà và bật nhảy hướng trước: Thực hiện 3 bước về phía trước từ phía sau của ván cầu. Giữ tư thế thẳng và di chuyển về phía trước 3 bước đều đặn, sử dụng cùng một bước bạn sẽ đi bộ hàng ngày. Di chuyển đủ nhanh để tạo đà nhưng không đủ nhanh để trượt và mất thăng bằng. Không gian bước của bạn để cây chân mạnh mẽ của bạn kéo dài. Bạn có thể cần thử nghiệm để tìm điểm khởi đầu hoàn hảo trên ván. Thông thường, cần khoảng 5 bước từ cuối ván cầu.
- Thực hiện bước nhấn của bạn. Bước thứ tư của bạn nên dài hơn và phóng đại hơn 3 bước trước đó. Nó sẽ đưa chân của bạn về phía trước đến cuối của ván cầu. Đặt chân báo chí của bạn bằng phẳng trên ván và nhún đầu mũi chân của bạn đến 90 độ.
- Đồng thời, bàn chân của bạn hạ xuống trên bước nhấn, đưa cánh tay ra sau lưng bạn. Bạn sẽ vung chúng lên trên đầu khi bạn nhún mũi chân. Xoay cánh tay của bạn lên trên và trên đầu của bạn. Khi bạn nhấn xuống bước cuối cùng của bạn, đưa cánh tay của bạn lên trên theo chuyển động ngược chiều kim đồng hồ. Xoay chúng lên trên để vai của bạn nằm cạnh tai của bạn. Chúng nên được mở rộng hoàn toàn trên đầu của bạn. Bạn sẽ cảm thấy tấm ván cầu ở điểm mà cánh tay của bạn vung qua hông về phía đầu của bạn.
- Đứng tại chỗ, nhún bật nhảy hướng sau: Nhảy và uốn cong chân kia 90 độ. Nhảy ngược lên từ mũi chân của bạn, duỗi thẳng chân đó. Đưa chân kia của bạn đến vị trí 90 ° trong không khí từ vị trí hơi cong của nó. Hãy chắc chắn để nhảy thẳng lên trên mà không di chuyển tiến hoặc lùi.
- Hạ xuống bằng cả hai chân ở cuối ván cầu và bật ngược trở lại. Khi bạn vẫn còn ở trên không, hãy đưa chân cong xuống. Hạ xuống ở cuối ván cầu bằng cả hai chân. Sử dụng hạ cánh này để bật trở lại lên.
- Hạ xuống trên những gót bàn chân của bạn. Khi bạn nhảy lên không trung, chỉ ngón chân của bạn. Tránh hạ cánh mạnh trên đôi chân của bạn. Thay vào đó, hạ xuống nhẹ nhàng nhất có thể trên những gót của bàn chân bạn.
- Nhún để tạo độ nảy của ván: Khi bạn hạ xuống trên cạnh ván cầu, uốn cong đầu gối của bạn. Giữ đầu và cơ thể thẳng hàng và cánh tay của bạn thẳng. Giữ chắc chân với ván khi nó uốn cong xuống sau khi hạ chân của bạn và nhảy ngược lên trên.
- Khi ván cầu nâng bạn lên, bắt đầu duỗi thẳng đầu gối. Sử dụng bắp chân của bạn để tạo cơ thể của bạn thành một bước nhảy. Chĩa ngón chân của bạn ngay khi chúng bắt đầu nhấc lên khỏi ván.
- Nâng chân của bạn lên khi bạn đạt được chiều cao của bước nhảy. Góc nhảy của bạn ra khỏi ván cầu bằng cách nâng chân của bạn khi bạn lên đỉnh của bước nhảy. Động lực của cú nhảy kết hợp với phần mở rộng về phía trước của đôi chân sẽ đẩy bạn về phía trước. Chuyển động này cũng sẽ bắt đầu rẽ ngược mà bạn sẽ cần thực hiện cho lần nhảy cầu của mình.Khi bạn nhấc chân, giữ thẳng hông. Cho phép họ di chuyển lên sẽ phá hỏng hình thức nhảy của bạn và nó có thể đẩy bạn trở lại ván cầu.

Cầu cứng có 3 tư thế bật nhảy:
- Chạy đà, bật nhảy hướng trước
- Đứng tại chỗ, bật nhảy hướng sau
- Trồng chuối nhào lộn

### Các lưu ý khi nhảy cầu
Tìm một bể bơi sâu. Vì nhảy cầu có nghĩa là chìm toàn thân xuống hồ bơi, nước phải đủ sâu để bạn không chạm đáy quá nhanh và có nguy cơ bị chấn thương đầu hoặc cột sống. Hội Chữ thập đỏ coi chín feet là một độ sâu tốt cho lặn nếu bạn muốn đặc biệt thận trọng, nhưng khu vực lặn trong nhiều hồ bơi sâu tám feet. Không bao giờ nhảy cầu xuống một hồ bơi sâu dưới tám feet. Nếu bạn không chắc chắn độ sâu của một hồ bơi, tốt nhất là tránh nhảy ở đó. Chỉ có thể khó đánh giá độ sâu của bể bơi chỉ bằng cách nhìn. Tìm một hồ bơi nơi độ sâu của nước được đánh dấu rõ ràng. Trong nhiều trường hợp cũng sẽ có một dấu hiệu chỉ định nhảy cầu được phép ở đó.
Tránh nhảy xuống hồ, ao và các vùng nước tự nhiên khác trừ khi khu vực này được giám sát và đã được dọn sạch để nhảy. Độ sâu của nước ở những nơi tự nhiên này rất không nhất quán và có thể có những tảng đá ẩn trong nước mà bạn không thể nhìn thấy từ bờ. Khi bạn cảm thấy thoải mái khi nhảy cầu trong bể bơi, bạn có thể muốn thử nó từ ván cầu. Lặn xuống ván thấp không quá khác biệt so với bên hồ bơi, nhưng ván cao là một câu chuyện khác. Nó thường cao hơn mặt nước khoảng 10 feet (3.0 m) và yêu cầu leo lên cầu thang để lên đỉnh. Có 2 dạng cầu để nhảy là cầu cứng và cầu mềm. Hãy chắc chắn rằng nhảy cao đáp xuống mặt nước rất sâu, vì bạn sẽ xuống nước nhanh hơn. Nước phải sâu ít nhất 12 feet (3,7 m) để ở bên an toàn. Bạn có thể sử dụng hình thức lặn cơ bản tương tự để lặn xuống mức lặn cao như bạn sử dụng bất kỳ lúc nào khác. Điều quan trọng là để vào nước ở một góc cung cấp cho bạn một mục nhập trơn tru. Nếu bạn nằm quá phẳng, cuối cùng bạn sẽ bị đau bụng.
Tìm hiểu cách nhảy: Đây là thuật ngữ thích hợp để bắt đầu  nhảy cầu từ đi bộ hoặc chạy. Bạn thực hiện ba đến năm bước, tiếp theo là nhảy một chân trước khi xuống nước. Vượt rào được thực hiện trước bất kỳ kiểu nhảy tiên tiến nào đòi hỏi phải tăng chiều cao để di chuyển hoặc khởi động cơ thể trước khi bạn thực sự xuống nước.  Để thực hiện cú nhảy, hãy làm như sau:
- Bắt đầu ở mặt sau của ván cầu và thực hiện ba đến năm bước. Ba sẽ cung cấp cho bạn rất nhiều động lực cho một chướng ngại vật tốt, nhưng bạn có thể mất năm nếu bạn có đôi chân ngắn hơn hoặc cảm thấy thoải mái hơn khi thực hiện nhiều bước hơn.

Bước cuối cùng, bạn nên ở gần mép cầu. Nhào tới và nhảy, vung tay lên cùng một lúc. Đừng nhảy khỏi cầu mà hãy nhảy thẳng lên không trung.
- Đáp xuống bể bơi với đôi chân của bạn ở vị trí để nhảy và giơ hai tay cao lên thẳng với hai chân. Bây giờ bạn đã sẵn sàng để thực hiện những pha nhảy cầu ngoạn mục.

Kỹ thuật jackknife: Kiểu nhảy cầu tiên tiến này trông thanh lịch và là bước tiếp theo tốt khi bạn đã thành thạo cách nhảy
cơ bản. Cơ thể của bạn sẽ vươn lên khỏi ván cầu, gập về phía trước ở hông, sau đó duỗi thẳng cơ thể trước khi rơi xuống nước. Để thực hiện một jackknife, hãy làm theo các bước sau:
1.Vào đúng tư thế: Đi tới sát mép ván cầu với hai bàn chân mở rộng ngang vai, hai cánh tay giơ cao qua đầu.
2.Tập trung tầm nhìn. Bạn nên giữ đầu ở vị trí trung hòa, mặt hướng về trước. Tập trung nhìn một vật thể nào đó cũng tốt.
Không nhìn xuống bể bơi! Cũng không được liếc nhìn xung quanh.Nếu không tập trung nhìn thẳng về phía trước, bạn sẽ bị xao nhãng và mất thăng bằng.
3.Nhảy lên: Nhiều người tin rằng bạn phải nhảy ra sau để có thể lộn ngược nhưng thật ra những gì cần làm chỉ là nhảy lên cao nhất có thể. Nhảy về sau (thay vì nhảy lên) sẽ khiến bạn mất trọng tâm nên không thể nhảy cao được. Trong khi đó độ cao khi nhảy là yếu tố rất quan trọng để lộn ngược thành công!
Nếu bạn chưa đủ sức nhảy cao thì có nhiều loại bề mặt để bạn luyện tập nhằm tăng cường sức mạnh: ví dụ bạt lò xo, nệm bật hay ván nhảy trước khi nhảy trực tiếp từ ván cầu xuống bể bơi.
3.Xoay hông: Hông, chứ không phải vai, là nơi cung cấp chuyển động xoay cho cú nhào lộn. Tập trung nhìn về trước càng lâu càng tốt; nếu bạn nhìn về sau trước khi đến thời điểm cần thiết thì cơ thể bạn sẽ thay đổi góc xoay và làm giảm tốc độ xoay, đồng thời giảm chiều cao của cú lộn. Người ta có khuynh hướng nhắm mắt khi đang lộn, nhưng bạn nên mở mắt vì nó giúp bạn nhận thức về không gian, là điều cần thiết để tiếp nước thành công.
4.Ép sát chân. Tại điểm cao nhất của cú nhảy, thu đầu gối vào ngực và đưa hai cánh tay trở về phía chân.
Ngực gần như song song với trần nhà tại thời điểm bạn hoàn thành thu đầu gối vào ngực.
Bạn có thể dùng tay ôm cơ gân kheo (mặt sau đùi) khi chân ép vào cơ thể, hoặc nắm đầu gối nếu thích. Giơ thẳng hai cánh tay, bàn tay đan vào nhau để dễ dàng tiếp nước.
Nếu bạn phát hiện cơ thể xoay về một phía khi thu đầu gối, đây có thể là do phản xạ sợ hãi gây ra. Bạn cần thực hiện thêm các bài tập trên đây để loại bỏ nỗi sợ này trước khi thực hiện thành công cú nhảy cầu.
Tất cả bắt đầu với một cú nhảy từ những tấm ván cao 3m hoặc 10m so với mặt nước. Chỉ trong chưa đầy 2 giây, vận động viên nhảy cầu sẽ phải xoay vài vòng trên không và tiếp nước một cách nhẹ nhàng nhất có thể.
Cú nhảy từ ván nhảy cầu sẽ có hình dạng như nửa phía trước của một đường parabol. Như vậy, vận động viên nhảy cầu sẽ đạt điểm cao nhất với cú nhảy giữa không trung, cách đầu ván nhảy hơn 2m. Càng bật nhảy cao, vận động viên càng có nhiều thời gian để thể hiện màn biểu diễn của mình trước khi tiếp nước.

### Nhảy chiều xuôi
Trong kiểu nhảy này, mặt của vận động viên nhảy cầu sẽ hướng về phía cuối của tấm ván và nước. Ngay khi vận động viên đến cuối ván cầu, anh ấy/cô ấy phải xoay theo hướng thuận. Một số phương pháp để thực hiện như sau:
- Thực hiện hai và một nửa vòng nhào lộn ở vị trí gập thân.
- Ở vị trí gập thân, thực hiện nhào lộn 1 và một nửa vòng.
- Thực hiện lao về phía trước ở vị trí gập thân
- Ở vị trí ôm đầu gối, thực hiện nhào lộn bốn và một nửa vòng.

### Nhảy chiều ngược lại
Trong kiểu nhảy này, vận động viên phải đứng trên bàn đạp với lưng hướng về phía mặt nước. Sau khi thực hiện nhảy ngược,vận động viên cần phải giữ đúng tư thế nhún trên ván cầu tạo độ nảy (hop hurdle). Anh/ cô ấy phải thực hiện một nửa hoặc ba rưỡi nhào lộn sau khi cất cánh. Các bước thực hiện như sau:
- Thực hiện động tác nhảy cầu ở vị trí thẳng. Nhún chân trên ván cầu tạo độ nảy (cầu mềm).
- Trong khi ở vị trí thẳng, thực hiện lại một nửa và lộn nhào.
- Thực hiện hai và một nửa nhào lộn ở tư thế gập thân.
- Thực hiện ba và một nửa nhào lộn ở vị trí tuck.

Tư thế là một trong bốn vị trí trong nhảy cầu. Tư thế này được thực hiện với đầu gối thẳng và cơ thể uốn cong ở thắt lưng. Một tư thế gập thân thích hợp sẽ thể hiện rất ít hoặc không có khoảng cách giữa phần thân trên và chân. Các ngón chân chúc xuống và đầu nhìn qua các ngón chân, đầu gối tuyệt đối không được uốn cong. Tư thế gập thân có thể được thực hiện với hai bàn tay vươn ra khỏi cơ thể trong tư thế gập mở, chạm vào bàn chân như được sử dụng trong các lần nhảy cầu tự nguyện hoặc với hai cánh tay quấn quanh chân trong tư thế gập kín.
Trong nhảy cầu, tư thế gập thân được chỉ định bởi chữ B sau ba đến bốn số mô tả việc nhảy cầu. Một cú gập thân được coi là có độ khó trung bình trong số bốn vị trí: thẳng (khó nhất), gập thân, ôm đầu gối (dễ nhất) và tự do. Ở tư thế gập thân kín, hai cánh tay ôm đầu gối. Gập thân kín là một yếu tố rất phổ biến của nhiều  lần nhảy cầu tùy chọn. Các yếu tố chính của vị trí gập thân kín là nắm lấy cánh tay bên dưới chân, kéo càng chặt càng tốt bằng cách sử dụng cánh tay nhưng không dùng tay, giữ hai chân thẳng, giữ cho lưng phẳng, và giữ đầu xuống và nhìn vào ngón chân. Lòng bàn tay hướng về phía cơ thể đang quay tròn.

## Các kỹ thuật nhảy cầu nâng cao

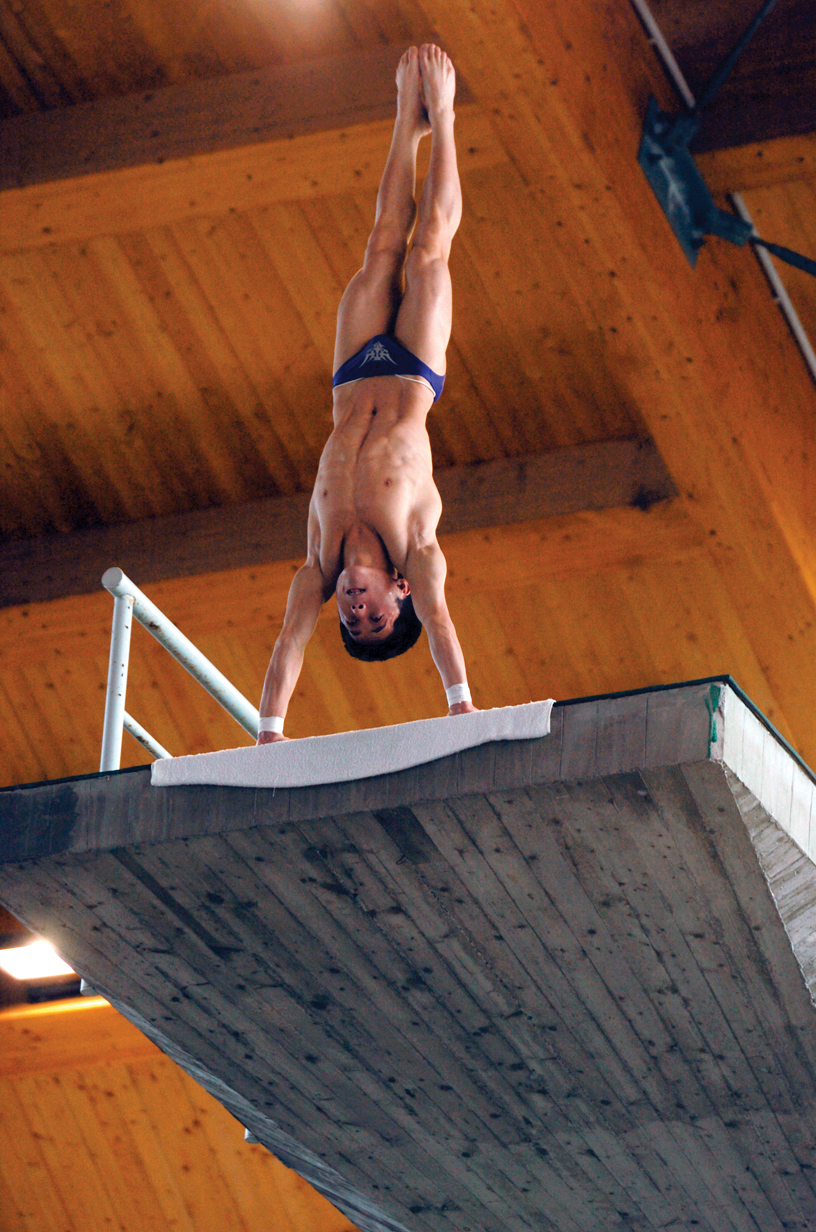
Tư thế trồng cây chuối khi nhảy cầu

Có hai tư thế chủ yếu để biểu diễn các pha xoay lật. Tư thế thứ nhất là "tucked" - co đầu gối, hai tay ôm gối, cuộn mình lại như một trái bóng tròn, sau đó thực hiện động tác xoay và duỗi người tiếp nước. Tư thế thứ hai là "piked" - duỗi thẳng đầu gối, hai tay ôm gối và cẳng chân, mặt úp gối, sau đó thực hiện các động tác xoay, lật và duỗi người tiếp nước. Với "tucked", vận động viên sẽ co người lại như một trái bóng và lộn vòng. Việc lộn vòng sẽ tạo nên một mômen quán tính hướng lên phía trên, chống lại sự gia tốc của quá trình rơi. Rơi chậm hơn đồng nghĩa với việc có nhiều thời gian để biểu diễn những cú xoay trước khi tiếp nước hơn. Với "piked", đây là tư thế khó hơn, bởi nó không tạo mômen quán tính lớn như dạng quay tròn của "tucked". Vận động viên nhảy cầu cũng khó kiểm soát tốc độ xoay, lật hơn trong tư thế này. Do đó, nếu thực hiện thành công, piked sẽ được tính điểm cao hơn tucked. Sau khi thực hiện những pha xoay lật, vận động viên nhảy cầu sẽ duỗi người để tiếp nước.
Theo tiêu chuẩn chung, một pha tiếp nước đẹp là một pha tiếp nước mà vận động viên lặn vào trong nước với ít xao động trên mặt nước nhất. Có một tư thế khác là vận động viên trải khăn tắm của mình lên mép của ván cầu. Chuẩn bị ở tư thế ngồi, khép hai chân duỗi thẳng và đặt hai bàn tay song song với hai vai; từ từ nhấc mông và chân lên sau đó rút chân từ từ lộn ngược cả người và đưa chân lên cao ở tư thế cây chuối. Sau đó bật người thật mạnh trước khi thực hiện cú xoay lật cơ thể hay nhào lộn. Muốn thực hiện điều đó, vận động viên - dù tiếp nước bằng chân hay ở tư thế trồng chuối - đều phải duỗi người để tạo góc rơi xiên thẳng xuống mặt nước trong khi đang rơi với vận tốc trên dưới 48 km/h. Điều này không phải dễ. Một pha tiếp nước hoàn hảo, hay còn gọi là "rip entry", là một pha tiếp nước mà vận động viên rơi xuống nước theo phương thẳng đứng, chỉ xé mặt nước và gây nên những gợn sóng li ti. "Rip" trong "rip entry" là âm thanh đặc trưng của pha tiếp nước đó. Xét về khía cạnh khoa học, sự hiểu biết về các định luật vật lý như chuyển động xoay, ma sát, gia tốc và khả năng thực hiện các chuyển động của cơ thể sẽ tạo nên một màn biểu diễn đẹp mắt và ấn tượng nhất. Họ - những vận động viên nhảy cầu - là những người đưa quy tắc vật lý lên tầm nghệ thuật.

### Hoàn thành tư thế ôm gối khi nhảy cầu ngược
Các bước thực hiện như sau (áp dụng cho cầu ván cứng):
- Xoay cánh tay của bạn về phía sau. Sau khi hoàn thành chướng ngại vật và phóng ra khỏi ván cầu, di chuyển cánh tay của bạn phía sau bạn từ vị trí của họ trên đầu của bạn. Cánh tay của bạn sẽ tạo ra một chuyển động hình chữ C ngược phía sau bạn. Động lượng từ vị trí này sẽ giúp di chuyển cơ thể của bạn về phía sau từ vị trí thẳng đứng của nó.
- Đưa đầu gối của bạn lên ngực khi bạn nhảy. Khi bạn hướng lên trên để đối mặt với trần nhà, hãy đưa đầu gối về phía ngực. Giữ ngón chân nhọn và lưng thẳng. Nếu bạn giữ đúng hình thức, bạn có nhiều khả năng thực hiện việc nhảy cầu ngược.
- Đặt tay lên cẳng chân khi bạn thực hiện. Một quan niệm sai lầm phổ biến về vị trí gài là cánh tay của bạn nên ôm lấy đầu gối của bạn. Trên thực tế, cánh tay của bạn nên được kéo vào hai bên cơ thể. Đặt bàn tay của bạn lên phần giữa của cẳng chân.
- Mở rộng chân của bạn trên bạn theo chiều dọc. Cho phép động lượng của vòng quay để di chuyển bạn về phía sau. Khi bàn chân của bạn ở trên và bạn hướng lên trần nhà, hãy buông tay. Bắt đầu mở rộng chân của bạn lên trên để chỉ theo chiều dọc.
- Giơ tay lên và chắp tay. Sau khi bạn buông tay, vòng tay ra khỏi đầu để ôm tai. Đưa hai bàn tay lại với nhau và siết chặt chúng. Giữ cánh tay của bạn thẳng và chặt với đầu của bạn được đặt chắc chắn giữa chúng. Vòng tròn ra ngoài, cánh tay của bạn giữ cho chúng giữ thăng bằng và ngăn không cho chuyển động của cánh tay làm xáo trộn vị trí cơ thể của bạn. Cánh tay của bạn phải vươn thẳng với cơ thể khi bạn xuống nước.
- Tiếp nước bằng cách lao người xuống: Giữ đầu của bạn đứng yên nhưng tập trung mắt vào hướng bạn đang di chuyển. Khi bạn nhìn thấy mặt nước rõ ràng, hãy chuẩn bị lặn xuống. Nhắm mắt lại và giữ cho cơ bắp của bạn chặt chẽ và cánh tay và chân mở rộng hoàn toàn khi bạn bước vào.

### Hoàn thành cú gập thân khi nhảy ngược
- Đưa chân của bạn lên để tạo tư thế gập thân. Sau khi chạy lấy đà và nhảy khỏi ván cầu, sử dụng các cơ cốt lõi của bạn để nâng chân lên về phía ngực. Giữ chân của bạn thẳng và mở rộng và ngón chân của bạn chỉ. Cố gắng chạm ngón chân vào đầu ngón tay, giữ hai cánh tay mở rộng phía trên bạn. Cơ thể của bạn nên được uốn cong ở thắt lưng nhằm mục đích đưa đùi của bạn càng gần ngực và giữ lưng càng phẳng càng tốt.
- Cấm mở ra đỉnh của cơ thể của bạn. Sau khi bạn đạt được phần cao nhất của sự đi lên của bạn, bắt đầu mở rộng phần thân trên của bạn ra khỏi chân của bạn. Cơ bắp không giới hạn, cơ thể của bạn hướng xuống dưới để duỗi thẳng chữ V và hướng đầu về phía mặt nước. Tránh cúi đầu hoặc cổ về phía sau.
- Đưa cánh tay của bạn lên hai bên đầu của bạn. Điều quan trọng là phải vươn tay ra khi bạn mở ra khi chuẩn bị cho chuyến lặn. Khi bạn dịch chuyển phần thân trên của mình về phía mặt nước, đưa hai cánh tay lên hai bên tai. Cánh tay của bạn nên vòng ra bên cạnh và sau đó gặp trên đầu của bạn.
- Duỗi thẳng người ra và hoàn thành cú nhảy cầu. Làm thẳng cơ thể của bạn ra càng nhiều càng tốt trước khi bạn vi phạm bề mặt nước. Mở rộng cánh tay và chân của bạn và chỉ ngón chân của bạn. Nhằm mục đích để vào nước theo một đường thẳng đứng.

## Nhảy cầu mạo hiểm (Cliff Diving)
Nhảy cầu cao là hành động lặn xuống nước từ độ cao tương đối lớn. Nhảy cầu cao có thể được thực hiện như một môn thể thao mạo hiểm (như với nhảy cầu từ vách đá), như một màn trình diễn hiệu suất (với nhiều  kỷ lục), hoặc cạnh tranh trong các sự kiện thể thao. Nó được ra mắt như một môn thể thao tại Giải vô địch thể thao dưới nước thế giới 2013 ở Barcelona.  Trong giải vô địch thế giới, một người đàn ông nhảy từ bục cao 27 mét (89 ft) trong khi phụ nữ nhảy từ bục cao 20 mét (66 ft). Trong các cuộc thi chính thức khác, đàn ông thường lặn từ độ cao 22 trục27 mét (72 trừ89 ft) trong khi phụ nữ lặn từ độ cao 18 cạn23 mét (59 cạn75 ft). Môn thể thao này độc đáo ở chỗ các vận động viên thường không thể tập luyện trong một môi trường đích thực cho đến những ngày dẫn đến một cuộc thi. Nhảy cầu cao đã được FINA chỉ định là môn thể thao tách biệt với lặn thông thường. Thợ lặn cao đã đạt được tốc độ xuống 96 km mỗi giờ (60 dặm / giờ).
Giải nhảy cầu vách núi Red Bull Cliff Diving World Series được tổ chức lần đầu tiên năm 2009. Sau đó nó được tổ chức hàng năm với sự tham gia của một số ít VĐV giỏi nhất thế giới. Đây là một trong môn thể thao nguy hiểm nhất thế giới, nhưng lại là công việc được trả hậu hĩnh với các VĐV. Ngày 21/7, tại cuộc thi thứ tư của mùa giải Red Bull Cliff Diving World Series 2012 diễn ra ở ngọn núi đá Azores ở Bắc Đại Tây Dương, thuộc Bồ Đào Nha. Ngọn núi này thuộc vùng núi lửa tạo nên 9 hòn đảo tuyệt đẹp và là địa điểm lần thứ hai được chọn để tổ chức nhảy cầu vách núi. Hòn đảo nhỏ nằm tách biệt giữa đại dương Vila Franca do Campo ở vùng Azores đã trở thành một trải nghiệm độc nhất đối với các VĐV. Đây là lần đầu tiên trong lịch sử họ nhảy thẳng từ vách đá xuống mặt biển mà không có cầu nhảy hỗ trợ. Giải có hệ thống tính điểm để xếp hạng các VĐV. Người chiến thắng ở một giải đấu là người ghi được số điểm cao nhất trong cả mùa. Năm nay có 8 giải đấu, rải rác từ tháng 2 đến tháng 9. Gary Hunt là một trong những VĐV hàng đầu thế giới. Anh hiện là đương kim vô địch thế giới của giải Cliff Diving World Series. Trong đó đối với nhảy cầu thi đấu tại Olympic thì Tom Daley là một thần đồng nhảy cầu nổi tiếng nước Anh.

## Liên kết
- FINA
- USA Diving
- AAU Diving
- NCAA
- USA Masters' Diving.
- NCAA Woman's Swimming and Diving
- Northern Virginia Swimming League -- Diving Lưu trữ ngày 18 tháng 3 năm 2016 tại Wayback Machine
- FINA table of degree of difficulty[liên kết hỏng]
- Hobie Billingsly Lưu trữ ngày 28 tháng 7 năm 2011 tại Wayback Machine
- Diving mentality
- DivingTube - The Home Of Diving Videos Lưu trữ ngày 19 tháng 9 năm 2019 tại Wayback Machine
- Được miêu tả trong phim hoạt hình